# Issues (Julia Michaels)
Issues is een nummer van de Amerikaanse zangeres Julia Michaels uit 2017. Het is de eerste single van haar derde ep Nervous System.
"Issues" gaat over een relatie waarin beide personen een rugzakje hebben met nogal wat emotionele bagage, maar ook over het feit dat we allemaal weleens problemen hebben. Het nummer werd in een groot aantal landen een enorme hit. In de Amerikaanse Billboard Hot 100 haalde het de 11e positie. In de Nederlandse Top 40 haalde het nummer een bescheiden 15e positie, en in de Vlaamse Ultratop 50 wist het de 8e positie te bemachtigen.